# アーピス (ギリシア神話)
アーピス（ギリシア語: Ἄπις、Apis）は、古代ギリシア語において「遠く離れている」ないし「梨の木の」を意味した「apios」に由来する名であり、ギリシア神話や史学史の最初期の記述に登場する一人、ないし、複数の人物を指す。英語読みでは、エイピス ([ˈeɪpɪs]) となる。
アーピスという名で言及されている人物が実際には何人だったのかは判然としていないが、特に出自に関する説明の違いから複数の人物がいたように読み取れる。他方で共通している点としては、アーピスがペロポネソス半島における初期の王であり、その名を冠した領土をもっていたこと、また、常にではないが、しばしばエジプト出身の系譜にあったとされることなどがある。以下では便宜上、様々な神話で言及される人物について、それぞれ別人物として扱う。
- アルゴスのアーピスは、アルゴス王。ポローネウスがニュンペーのテーレディケー (Teledice) に産ませた子で、ニオベーの兄弟にあたる。統治においては独裁をおこない、ペロポネソスに自身の名をつけてアーピアー (Apia) と称したが、遂には息子のテルクシオーン（英語版）がスパルタ王やテルキース（英語版）と結んだ策謀によって殺された[3]。
- シキュオーンの王アーピスは、シキュオーン草創の神話に登場する。アイギアロス（英語版） - エウロプス（英語版） - テルキース（英語版） - アーピス - テルクシオーン - アギレオス (Agyreus) - トゥリマコス (Thurimachus) - レウキッポス（英語版）という歴代の王の系譜の中で、短く言及されている[4]。
- アイスキュロスによるとアーピスは[5]、予言者、治療者で、アポローンの子であったという。『救いを求める女たち』の作中では、パラエクトン（英語版）の子であるアルゴス王ペラスゴス（英語版）が、アーピスはかつてナフパクトスから当地へやって来て、「いにしえに血によって汚されたことでガイアが生み出していた」蛇の大群から、またそれによって引き起こされていた災厄から、アルゴスを解放した、と語る。アーピスは、「魔術や呪文を用いてアルゴスの土地を癒した」。彼の行いを記念して、回復された土地はこれ以降、彼の名から「アーピアの土地 (Apia khōra)」と称されるようになった。この「アーピアの土地」が指す範囲は、アルゴスにとどまるものではない。ペラスゴスの語りでは、彼の王国はギリシアの北の果てまで広がり、パイオニア（英語版）やドードーナの領域にも及ぶとされた。
- ヤソン (Jason) の子アーピスは、アルカディアのパランティオーン（英語版）に生まれた。彼は、アザーンの死後に行われた葬礼競技祭に参加して事故に遭い、アイトーロスの駆るチャリオット（戦車）に轢かれて落命した。この事故のために、アイトーロスはアーピスの息子によって追放された[6]。アポロドーロスによるとされる『ビブリオテーケー』には、ポローネウスの子のアーピスについて同様の話が語られているが、これは明らかに、神話上の人物の名前の混同によるものである[7]。